# Bryum svihlae
Bryum svihlae är en bladmossart som beskrevs av Edwin Bunting Bartram 1954. Bryum svihlae ingår i släktet bryummossor, och familjen Bryaceae. Inga underarter finns listade i Catalogue of Life.